# Videojuego de simulación de citas

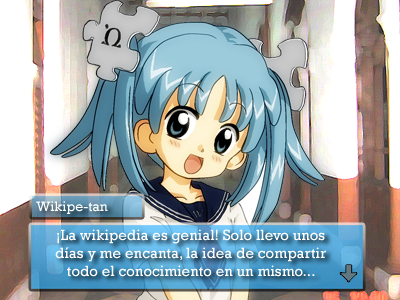
Recreación de una escena típica de una novela visual con el personaje Wikipe-tan. Las novelas visuales son una forma común de videojuego de simulación de citas.

Un videojuego de simulación de citas (en inglés: dating sim; en japonés: ren'ai game (恋愛ゲーム?)) es un género de videojuegos, usualmente japonés, con elementos románticos. Contrario a la falsa idea muy popular en Occidente, muy pocos de estos juegos están relacionados con series de manga o anime, aunque existen algunas excepciones, como los inspirados en Tokimeki Memorial, Angelique, Sotsugyō M, Da Capo y Love Hina. 
Algunos simuladores de citas han sido importados a países de América, en especial a Estados Unidos, por compañías como JAST USA y G-Collections; en Internet han aparecido otros en español, sin embargo la mayoría no ha salido de Japón, o al menos no como lanzamientos oficiales.

## Definiciones técnicas
Un videojuego de simulación de citas es un videojuego de simulación donde el jugador adopta el papel de un personaje ficticio, y completa ciertos objetivos. El más común es salir con una mujer, (usualmente más de una) y alcanzar un nivel alto de relación con ella en un tiempo limitado. El jugador usualmente debe incrementar su dinero mediante diferentes trabajos u otras actividades. Las cualidades también desempeñan un papel importante. Estas pueden ser incrementadas cumpliendo varios objetivos. Todas estas actividades toman tiempo y los videojuegos de este tipo usualmente utilizan tiempos realistas para ello.
Son videojuegos de bajo presupuesto y de fácil creación con herramientas automatizadas como Ren Py, de ahí que los desarrolladores independientes japoneses prefieran trabajar regularmente con este género.
Técnicamente, el término "videojuego de simulación de citas" apareció como tal con la saga Tokimeki Memorial que ofrecen citas virtuales y las características de los videojuegos de simulación. Sin embargo, en la práctica el término "videojuego de simulación de citas" aplica a cualquier tipo de videojuego romántico de anime, incluyendo aquellos que pueden ser clasificados como videojuegos renai o videojuegos bishōjo por algunos fanes.

## Características
Dōkyūsei estableció las convenciones básicas para los simuladores de citas en 1992. En un juego de simulación de citas característico, el jugador controla a un personaje masculino rodeado de personajes femeninos. La jugabilidad envuelve el conversar con una selección de estos personajes femeninos con inteligencia artificial, intentando incrementar su "medidor de amor" interno al seleccionar correctamente los diálogos. El juego ocurre en un tiempo virtual definido, que pueden ir desde un mes hasta tres años. Cuando el juego termina, el jugador puede tanto perder el juego si no logra desarrollar completamente su romance con cualquiera de las chicas, como completarlo con una de ellas, en ocasiones teniendo sexo o alcanzando el amor eterno. Esto le da al juego más posibilidades de ser jugado nuevamente obteniendo diferentes resultados a diferencia de otro tipo de géneros, dado que el jugador se puede concentrar en diferentes chicas cada vez, tratando de obtener un final diferente.
Varios títulos existen en donde el personaje que adopta el jugador es femenino y los objetivos de afecto son masculinos; Angelique, Harukanaru Toki no Naka De, La Corda D'Oro, Kimagure Strawberry Cafe, y Tokimeki Memorial Girl's Side son algunos de este género conocido como GxB. Aunque pocos en número, existen una variante lésbica del género (GxG) y otras donde no existen líneas de género.
Existen muchas variantes temáticas de este género: los romances de secundaria son los más comunes, pero un videojuego de simulación de citas puede tomar lugar en atmósferas de fantasía y envuelven desafíos como el tener que defender a una chica de monstruos. Los simuladores de citas, como su nombre lo sugiere, generalmente se esfuerzan por obtener una atmósfera romántica.

## Simuladores de citas populares
- CandyHearts.Online
- Corazón de Melón
- Doki Doki Literature Club
- Katawa Shoujo
- Star Channel 34
- Lovely Juliet
- Eldarya
- Angelique
- Kana Imōto
- McKenzie & Co.
- Morenatsu
- Nekojishi
- Season of Sakura
- To Heart
- Tokimeki Memorial
- True Love
- Dividead
- Love Hina Advance
- LovePlus
- I''s Pure
- Private Nurse
- Snow Sakura
- Snow Drop
- Cosplay Alien
- Anticlove
- Mystic Messenger